# Абрахам, Эдвард Пенли
Сэр Эдвард Пенли Абрахам (англ. Edward Penley Abraham; 10 июня 1913, Саутгемптон, Хэмпшир — 9 мая 1999) — британский биохимик, участвовавший в определении структуры пенициллина.
Кавалер Ордена Британской империи, член Лондонского королевского общества (1958).

## Биография

### Ранние годы жизни
Эдвард Абрахам родился 10 июня 1913 года в городе Саутгемптон, Хэмпшир. Его родителями были Альберт Пенли Абрахам, работавший таможенным и акцизным чиновником, и Мария Агнесс Абрахам (урождённая Харни), родившаяся в Ирландии в семье плотника.
В 1924 году Абрахам поступил в школу имени Короля Эдварда VI в Саутгемптоне по стипендии, обнаружив выдающиеся способности как к спорту, так и к науке.
В 1932 году Абрахам как стипендиат от города Саутгемптон был приглашён в Королевский колледж при Оксфорде (который ещё во время обучения Абрахама в школе выдал ему стипендию). Его первым наставником был Фредерик Чатауэй. Однако вскоре после этого Абрахам начал работать под руководством Уилсона Бэйкера, который, по признанию Абрахама, оказал на него самое раннее научное влияние. Возможно Бэйкер, являясь основателем Оксфама также привил ему склонность к благотворительности.

### Первые научные работы
В 1936 году Абрахам окончил колледж, получив диплом с отличием, в 1936—1938 годах приступил к научно-исследовательской деятельности в Оксфорде в лаборатории Дайсона Перринса под руководством Роберта Робинсона, где занимался написанием докторской диссертации, посвящённой химии пептидов и белков. В то время Робинсон увлёкся работами, посвящёнными гипотезе циклолов (первой структурной модели образования белков) и предложил Абрахаму проводить исследования по этой теме. В это время Абрахам твёрдо решил заняться биохимией и не изменил своему решению. В процессе работы над диссертацией он впервые смог закристаллизовать лизоцим из яичного белка. Абрахам также впервые исследовал использование фталильной защиты аминогрупп для пептидного синтеза, хотя его работы по этой теме никогда не были опубликованы.
В 1938—1939 гг. до своего возвращения в Англию Абрахам работал в лаборатории Ханса фон Эйлера-Хельпина в Стокгольме, где проводил эксперименты по исследованию ФАДа .

### Военное время
Когда началась война, Абрахам не смог вернуться на родину из-за серьёзной инфекции, поразившей его ноги. В конце 1939 года он всё же отправился в Англию, где планировал продолжить работу над своей докторской диссертацией, однако к тому времени теория циклолов была опровергнута, и Робинсон настоял на том, чтобы Абрахам прекратил исследования в области химии белка. Абрахам продолжил работу под руководством недавно получившего докторскую степень Говарда Уолтера Флори, который отговорил его от военной службы, которой Абрахам в то время собирался заняться. Вместо этого он решил совместно с Эрнстом Борисом Чейном исследовать явление травматического шока.В 1940 году он присоединился к научно — исследовательской группе Флори при Линкольн-колледже при Оксфорде, где он проработал вплоть до своего выхода на пенсию в 1980 году.

### Последние годы жизни
Несмотря на то, что Абрахам оставил свою должность в университете Оксфорда в 1980 году, он продолжил участвовать в жизни школы имени Уильяма Дана и часто посещал международные конференции ещё как минимум 10 лет.
Будучи на пенсии, Абрахам неоднократно посещал школу имени Короля Эдварда VI. Когда в 1977 году перед правлением школы встал выбор между её независимостью и соответствием государственной системе, которая осуждала отбор при поступлении согласно способностям учеников, Абрахам сделал всё возможное, чтобы сохранить финансовую независимость школы. На пожертвованные им средства были основаны новые лаборатории, организованы стипендии по химии и биологии.
Начиная с 1990 года Абрахам полностью отошёл от дел. В 1993 году он пережил серьёзный приступ синдрома Гийена — Барре. Его последняя научная статья была опубликована в 1996 году, а свою последнюю поездку за границу он предпринял в 1997 году. Абрахам умер в больнице Святого Люка в Хэдингтоне 9 мая 1999 года. По своему завещанию, составленному в 1980 году, он оставил большую часть своего состояния, которое составляло 10 миллионов фунтов, доверительному фонду Абрахама и другим благотворительным организациям. Он также оставил 1 миллион фунтов Линкольн-колледжу, школе имени Короля Эдварда VI и Лондонскому королевскому обществу.

## Научно-исследовательская деятельность

### Определение структуры пенициллина
В 1939 году Абрахам присоединился к исследованиям антибактериальных препаратов, проводимых Флори и Чейном. Одним из изучаемых объектов был пенициллин. На той стадии исследования он представлял собой сложную смесь веществ, содержащую сильнодействующий компонент, обладающий антибиотической активностью. 25 мая 1940 года Флори удалось доказать, что пенициллин является потенциальной панацеей от большинства бактериальных инфекций. Абрахам принимал активное участи в его выделении. Он также был участником первых клинических испытаний пенициллина на людях.
В сентябре 1942 года Абрахам и Чейн путём окисления бромной водой получили доказательства того, что при кислотном гидролизе пенициллина получается аминокислота, которой была присвоена формула C5H11O7N, впоследствии оказавшаяся неверной. Абрахам выделил эту аминокислоту, назвав её пеницилламин.
В июле 1943 было показано, что пеницилламин содержит серу. Далее Абрахам доказал, что он представляет собой α-амино-β-меркаптокислоту, формула которой C₅H₁₁NO₂S. Затем удалось выяснить, что пеницилламин на самом деле представляет собой β-β-диметилцистеин.
В ходе продолжавшихся исследований Робинсон сделал вывод, что пенициллин представляет собой тиазолидино-оксазолоновую структуру. Однако Абрахам не мог найти этому подтверждение и предположил β-лактамную структуру, изомерную той, что предложил Робинсон, и показал её Чейну. Он и Бейкер решили, что структура Абрахама гораздо больше удовлетворяет имевшимся данным. В итоге она была включена в отчёт Робинсона без его ведома, что привело к длительной размолвке между ним и Абрахамом. Этот отчёт был опубликован 22 октября 1943 года.
В 1945 году Дороти Кроуфут-Ходжкин подтвердила структуру Абрахама кристаллографически.

### Открытие, определение структуры и исследование цефалоспорина C
В ближайшие послевоенные годы Абрахам работал над несколькими темами, связанными с антибиотиками. Когда в 1948 году он вернулся в Оксфорд, произошло два события, значительно повлиявших на всю его дальнейшую работу. Во-первых, Флори пригласил Гая Ньютона в школу имени сэра Уильяма Дана для написания докторской диссертации, а во-вторых, Джузеппе Бротзу, итальянский фармаколог, послал Флори культуру Cephalosporium acremonium, обладающими свойствами антибиотика.
Флори поместил Ньютона под непосредственное руководство Абрахама. После предварительного исследования культуры, присланной Бротзу, было показано, что она представляет собой сложную смесь различных веществ и разделяется на гидрофильную и гидрофобную фракции. Основным компонентом гидрофильной фракции оказался цефалоспорин P, названным так, потому что он содержался в грам- положительных бактериях (positive — положительный), а в гидрофильной — цефалоспорин N, так как он содержался в грам- отрицательных бактериях (negative — отрицательный). Он обладал свойствами, подобными свойствам пенициллина, и поэтому было принято решение о его дальнейшем исследовании, в ходе которых он показал исключительную антибиотическую активность и был переименован из цефалоспорина N в пенициллин N.
В сентябре 1953 года в процессе его выделения в смеси был обнаружен ещё один компонент, проявлявший антибиотическую активность и устойчивый к действию пенициллазы. Абрахам и его сотрудники назвали его цефалоспорин С.
Позднее Флори удалось показать, что цефалоспорин С не токсичен и способен побеждать стрептококковые инфекции, смертельные в отсутствие лечения этим препаратом.
В 1959 году структура цефалоспорина С была окончательно установлена. Подробная информация по структуре цефалоспорина была опубликована в 1961 году, за которой тут же последовало её кристаллографическое подтверждение.

### Бета-лактамазы
В сотрудничестве с Чейном, Абрахам в 1940 году обнаружил, что препараты пенициллина инактивируются бета-лактамазами, содержащимися в экстракте пенициллинустойчивых штаммов B.coli. В 1944 году он показал, что действие этих ферментов основано на раскрытии бета-лактамного кольца.
После того, как цефалоспорин был выделен, его устойчивость к пенициллиназе послужила толчком к ускорению её исследований. В ходе исследований был обнаружен конкурентный ингибитор к этому ферменту. Культура B. coli, как оказалось, производит две бета-лактамазы. Они были обозначены соответственно бета-лактамаза I и II. Бета-лактамаза I была неактивна по отношению к цефалоспорину С, в отличие от бета-лактамазы II. Определение механизма работы этого и похожих ферментов, а также определения дальнейшей судьбы продуктов распада цефалоспорина С, гораздо более сложных, чем в случае пенициллина, стали главными направлениями дальнейших исследований Абрахама.

### β-Лактамный синтез антибиотиков
Абрахаму удалось установить, что пенициллин N и цефалоспорин C имеют одно и то же исходное вещество при биосинтезе, а именно α-аминоадипилцистенилвалин (ACV). Однако проверка этой гипотезы не являлась тривиальной задачей, так как меченые пептиды при добавлении к неповреждённым культурам не были способны проникнуть в клетки, где и проходил синтез исследуемых соединений. Однако, в 1976 году было показано, что L,L,D-ACV (но не его эпимеры) способен при проведении эксперимента в клеточном экстракте без изменений встраиваться в структуру пенициллина, что было подтверждено данными ЯМР в 1980 году. Позднее, в 1981 году был подробно описан механизм перехода пенициллина N в цефалоспорин С. Таким образом, используя имеющиеся данные, учёным удалось установить пути образования этих антибиотиков к началу 1980-х годов.
В свете совершённых открытий Абрахам смог приступить к исследованию механизмов образования пятичленных и шестичленных циклов в ходе биосинтеза антибиотиков и установил, что оно проходит через образование β-лактамов.

### Другие научные работы
Помимо описанных выше исследований, Абарахам внёс ощутимый вклад в химию других антибиотиков. В сотрудничестве с Ньютоном он уточнил структуру антибиотика бацитрацина A и низина — полициклического антибактериального пептида. Также в сотрудничестве с Джоном Эрнстом Уокером Абрахаму удалось установить структуру антибиотика бацилизина.

## Семья
Абрахам встретил Асбьёрн Харунг в середине 1938 года во время её визита в Оксфорд. Вскоре после этого она вернулась в Норвегию, однако Абрахам продолжал ухаживать за ней. В середине сентября 1939 года Абрахам отправился в Берген, где 1 ноября женился на Асбьёрн, после чего в конце 1939 года отправился в Англию, чтобы продолжить работу над своей докторской диссертацией. Асбьёрн же не спешила покидать Норвегию, где в апреле 1940 года оказалась в нацистской оккупации. После этого они с мужем тайно общались по переписке. Асбьёрн, пешком перебравшись через горы в Швецию, сбежала из Норвегии в Англию к мужу.
Единственный ребёнок Абрахама и Асбьёрн, Майкл Эрлинг Пенли Абрахам, родившийся в Оксфорде в июле 1943 года, страдал от тяжёлой формы инвалидности.

## Награды и звания
Абрахам был удостоен почётного докторского звания как минимум в 4 университетах и почётного членства в семи Оксфордских коллегиях. Он был почётным членом Американской академии искусств и наук и был номинирован на Нобелевскую премию в 1981 и в 1983 годах.
Список наград Абрахама:
- 1973 — Ордена британской империи
- 1973 — Королевская медаль
- 1975 — Премия Шееле от Шведского фармацевтического сообщества[швед.]
- 1980 — Mullard Award[англ.]
- 1980 — Рыцарь-бакалавр

## Благотворительность
На средства, полученные от цефалоспориновых патентов, Абрахам основал два благотворительных фонда, истратив большую часть своих средств, третий был основан совместно с Гаем Ньютоном. Таким образом, исследовательский фонд имени Эдварда Пенли Абрахама для финансирования исследований в областях медицинской химии и биологии при Оксфорде был основан 17 марта 1967 года, исследовательский фонд имени Гая Ньютона при школе имени Уильяма Дана −17 марта 1967 года, а Цефалоспориновый фонд имени Эдварда Абрахама Пенли для финансирования образования и исследований в области медицинской химии — 18 мая 1970 года.
В первые годы своего функционирования эти фонды получали доход от средств, полученных Абрахамом и Ньютоном за их исследования. В течение последующих 30 лет Абрахаму удавалось принимать активное участие в деятельности этих фондов, которое включало в себя поддержку грантов, исследовательских групп и финансирование строительства лабораторных корпусов. В 2013—2014 гг. эти фонды располагали средствами более 10 миллионов фунтов.